# Carles Colomer Casellas
Carles Colomer Casellas (Barcelona, 5 d'abril de 1944) és un economista i empresari català.
Fill de Josep Colomer Ametller, perruquer de Vidreres. Es va casar l'any 1969 amb Marta Cendrós Jorba, filla de Joan Baptista Cendrós Carbonell.
El 2016 va rebre la Creu de Sant Jordi per la seva contribució a la projecció de l'economia catalana. Ha presidit i assessorat, a escala nacional i internacional, diverses empreses, entre les quals les situades en l'òrbita del grup Colomer de productes de bellesa, vinculat a la seva família i adquirit posteriorment per Revlon, firma de la qual havia estat directiu. Entre altres càrrecs, és president de Haugron Holdings, SL, i conseller d'Abertis Infraestructuras, SA, i de Telefónica, SA. També és soci protector d'Òmnium Cultural.